# Bagism

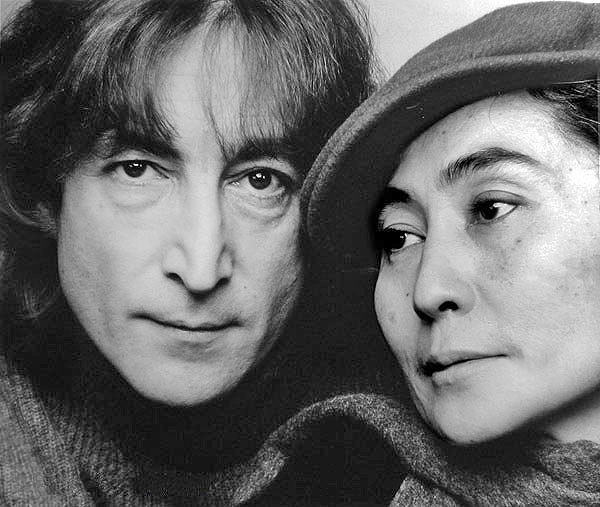
John Lennon & Yoko Ono

Il Bagism è una satira del pregiudizio, dove una persona qualunque, celata all'interno di un sacco e quindi nascosta alla vista degli altri, non può essere soggetta a giudizi dettati dal suo aspetto fisico. Tale concetto fu inventato da John Lennon e Yoko Ono come parte della loro campagna per la pace mondiale di fine anni sessanta. L'intento del bagismo era di mettere in ridicolo i pregiudizi e gli stereotipi di qualsiasi tipo. Il termine deriva dal vocabolo Bag che in lingua inglese significa letteralmente "sacchetto, borsa, sacco"; e in pratica "consiste nel coprirsi interamente con un sacco". Secondo John & Yoko, chiuso in un sacco, un individuo non può essere giudicato dagli altri in base al colore della pelle, al sesso, alla lunghezza dei capelli, all'abbigliamento, all'età, o qualsiasi altro attributo. Fu presentato come una forma di comunicazione totale: invece di focalizzarsi sulle apparenze, l'ascoltatore avrebbe recepito solo il messaggio della persona chiusa nel sacco.

## Origini e scopo
John & Yoko introdussero l'idea durante una conferenza stampa a Vienna, il 31 marzo 1969, e l'approfondirono nel corso di un'intervista rilasciata dalla coppia a David Frost il 14 giugno 1969. Il bagism riflette gli stravaganti, spensierati e spesso comici sforzi di John & Yoko nel promuovere la pace, come i loro Bed-In. Attirando l'attenzione delle masse con le sue bizzarre premesse, il bagism presentò un serio messaggio politico e sociale al mondo. Come disse Lennon: «Io e Yoko siamo abbastanza disposti ad essere i pagliacci del mondo; 
se con questo possiamo fare del bene».
Yoko disse che il bagism si ispirava alle tematiche del racconto Il piccolo principe di Antoine de Saint-Exupéry, secondo il quale "uno vede giustamente solo con il cuore, l'essenziale è invisibile agli occhi". Lei sperava che il sacco (nascondendo fisicamente lei e John), avrebbe facilitato l'essenza del loro messaggio.

## The Alchemical Wedding
La coppia era già apparsa in pubblico dentro un sacco, al The Alchemical Wedding, una raduno di artisti underground, tenutosi alla Royal Albert Hall di Londra alla fine del 1968. L'evento era stato organizzato da Arts Lab e BIT, che volevano sfidare il pubblico ad essere partecipe piuttosto che consumatore passivo. John & Yoko salirono sul palco chiusi dentro un grande sacco di colore bianco, si sedettero a gambe incrociate, vicini, si abbracciarono e rimasero lì senza fare niente. Si mossero solo due volte in 45 minuti.

## Ilbagismnelle canzoni di John Lennon
Il bagism è menzionato in tre occasioni in canzoni di John Lennon. La prima volta in The Ballad of John and Yoko dove John canta la strofa: «eating chocolate cake in a bag» ("mangiando torta di cioccolato in un sacco"), un riferimento alla conferenza stampa di Vienna, e la seconda nel brano Come Together, dove canta: «He bag production». Quest'ultimo era un riferimento alla Bag Productions Ltd, la società di pubbliche relazioni di Lennon, che derivava il proprio nome da Bagism, appunto. La terza volta in Give Peace a Chance, nella strofa: «Everybody's talkin' about Bagism, Shagism, Dragism, Madism, Ragism, Tagism, This-ism, That-ism, ism, ism, ism».
I videoclip musicali di Nobody Told Me (al minuto 3:02) e Mind Games (versione 1992, minuto 2:15) includono entrambi un breve segmento dove si vede una persona che indossa un sacco nero, interamente coperta tranne che per i piedi, mentre cammina lungo Kings Road a Londra.

## Usi recenti

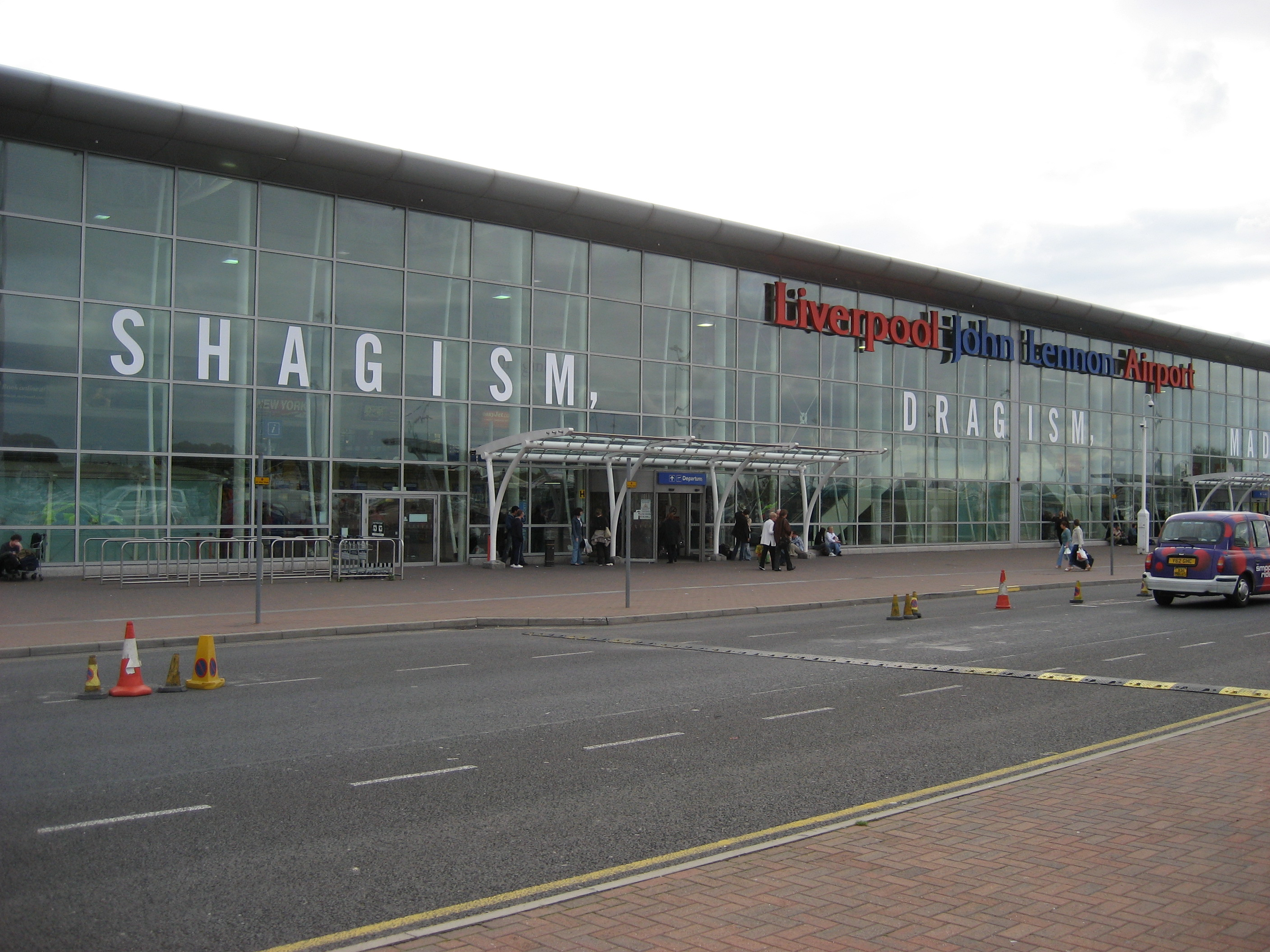
John Lennon Airport, settembre 2006

Nel 2006, il Liverpool John Lennon Airport mise sulle vetrate all'ingresso degli adesivi con le parole "Bagism, Shagism, Dragism, Madism, Ragism, Tagism". Tale iniziativa si inseriva in una più ampia diffusione di vari stralci dei testi di canzoni di Lennon all'interno dell'aeroporto.